# Sainte-Livière
Sainte-Livière is een dorp in de Franse gemeente Éclaron-Braucourt-Sainte-Livière in het departement Haute-Marne in de regio Grand Est.

## Geschiedenis
De plaats werd voor het eerst genoemd in 1135. Er stond een mottekasteel en later een seminarie van de jezuïeten, een annexe van het seminarie in Châlons-en-Champagne. De stenen van het afgebroken kasteel werden gebruikt voor de restauratie van de Sainte-Libairekerk.
Op 1 januari 1975 ging Sainte-Livière samen met de gemeente Éclaron-Braucourt op in de gemeente Éclaron-Braucourt-Sainte-Livière in een fusion-association. Dit hield in dat Sainte-Livière als commune associée nog enige mate van zelfstandigheid behield.

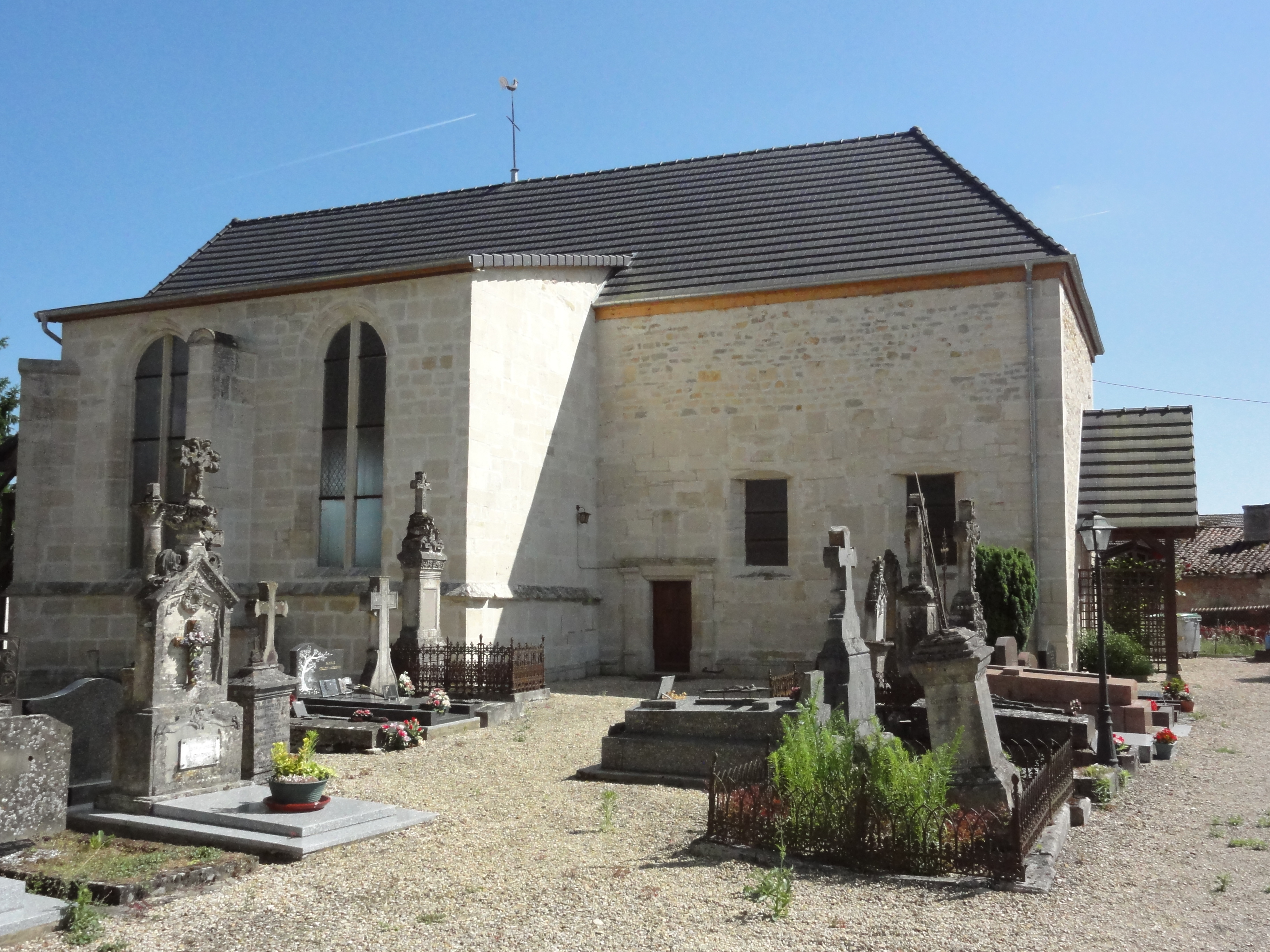
De kerk van Sainte-Livière
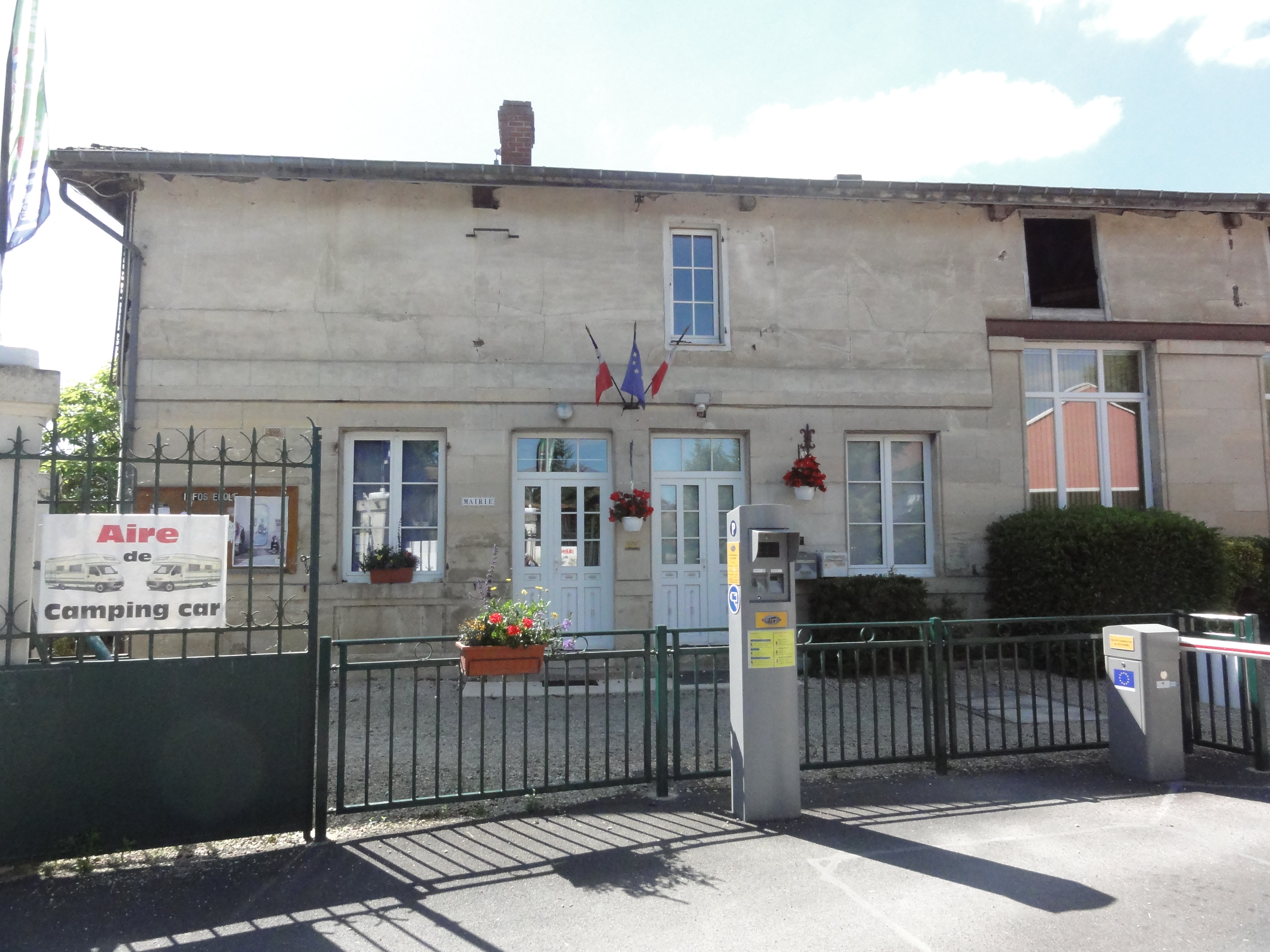
Voormalig gemeentehuis